# Adolph Tesdorpf
Adolph Tesdorpf (* 7. August 1811 in Hamburg; † 26. November 1887 ebenda) war ein Hamburger Kaufmann und Senator.

## Leben
Tesdorpf absolvierte eine kaufmännische Lehre bei Leech & Harisson in Liverpool, bevor er nach Hamburg zurückkehrte, um im väterlichen Geschäft  F.J. Tesdorpf & Sohn zu arbeiten. 1866 übernahm er die Firma und seitdem hieß sie A. Tesdorpf & Co. Tesdorpf war ein erfolgreicher Kaufmann und das ermöglichte es ihm, sich in der Kommunalpolitik zu engagieren. Die folgenden Ämter, die er jeweils für ein Jahr innehatte, dokumentieren seine ehrenamtliche Tätigkeit. Er wurde 1843 Provisor des Waisenhauses, er war 1847 Mitglied des Armenkollegiums und wirkte 1849 als Handelsrichter. Im Jahr 1849 wurde Tesdorpf in die Hamburger Konstituante gewählt. Am 8. Juni November 1852 wurde Tesdorpf in den Hamburger Rat kooptiert. Im Rat wirkte er vor allem im Bereich Steuern, insbesondere in der Accise Deputation. Daneben hatte er unterschiedliche weitere Ämter inne: er war Stallmeister des Marstalls, Mühlenherr, Herr der Hamburger Bank, Landherr der Geestlande, er leitete zeitweise die Verwaltung der Hamburger Sternwarte und gehörte zeitweise dem Obergericht an.

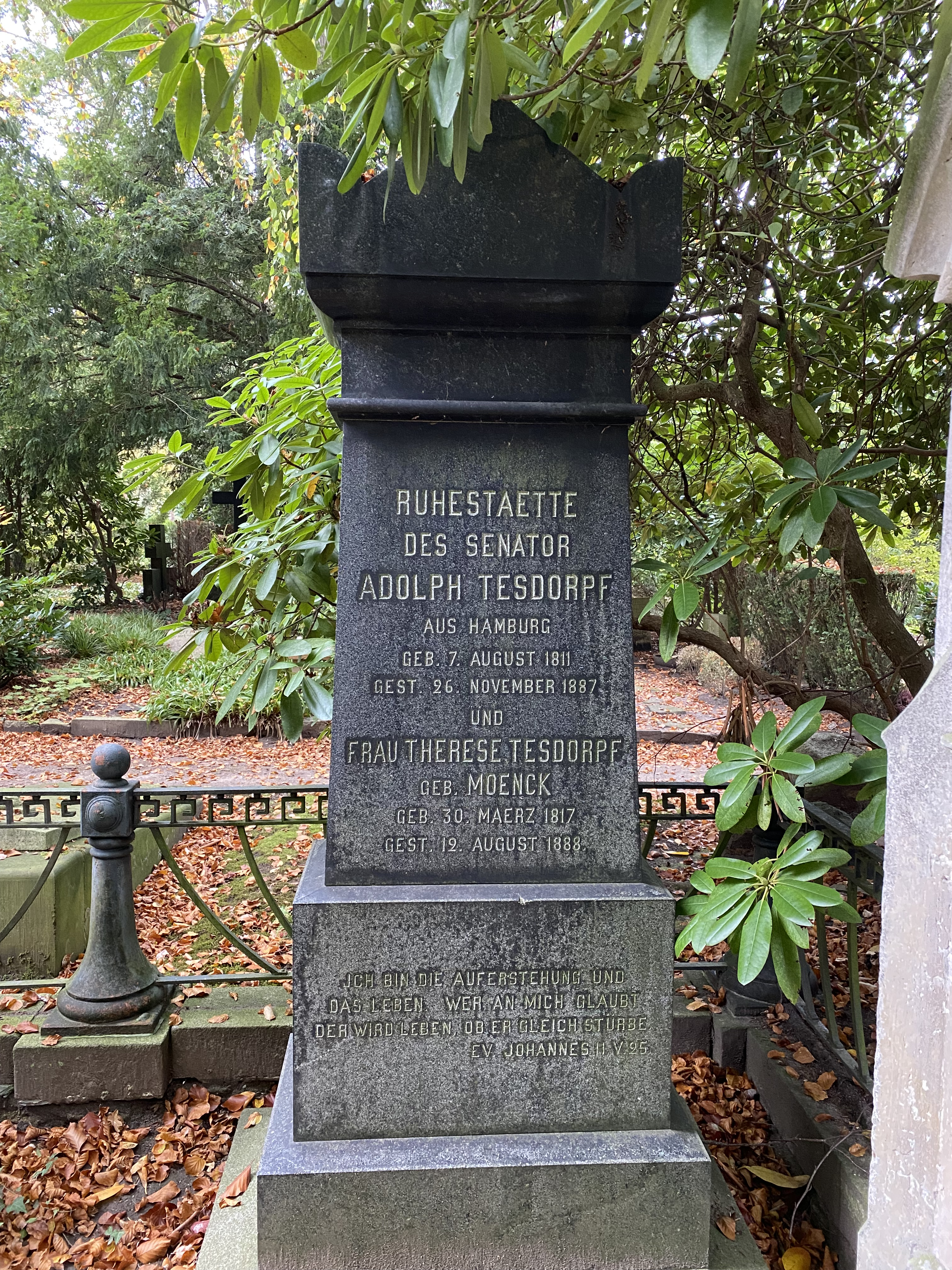
Grabstein im Freilichtmuseum

Tesdorpf trat im Dezember 1864, aus dem inzwischen vom Rat zum Hamburger Senat gewandelten Gremium, von seinem Amt als Senator zurück, um sich wieder voll seiner kaufmännischen Tätigkeit zu widmen. Tesdorpf kaufte 1877 ein Grundstück in Nienstedten an der Elbchaussee und baute dort eine Villa. Er hinterließ bei seinem Tod ein Vermögen von 6,5 Millionen Mark. Er war von 1877 bis 1887 Mitglied des Aufsichtsrats der Norddeutschen Bank.
Adolph Tesdorpf wurde auf dem Nienstedtener Friedhof beigesetzt. Das Grab existiert nicht mehr, lediglich der Grabstein steht heute noch im Grabstein-Freilichtmuseum.

## Familie
Tesdorpf war ein Sohn des Oberalten Friedrich Jacob Tesdorf (1781–1832) und ein Enkel des Lübecker Bürgermeisters Peter Hinrich Tesdorpf. Tesdorpfs Ehe blieb kinderlos, er adoptierte zwei Kinder, von denen Elise Mathilde Borberg (1846–1923) den späteren Bürgermeister Johann Georg Mönckeberg heiratete.

## Ehrungen
Eine Straße, die an der Moorweide in Hamburg-Rotherbaum liegt, wurde nach ihm benannt.